# Strasbourgi eskü

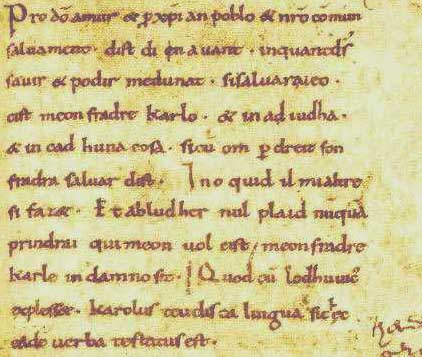
Rövid kivonat a dokumentumból

A strasbourgi eskü, vagy straßburgi eskü, újabban strassburgi eskü (franciául: Les serments de Strasbourg, németül: die Straßburger Eide, latinul: Sacramenta Argentariae) a francia nyelv első írásos emléke, amely 842-ben íródott Strasbourgban.
E szöveg alapján II. (Kopasz) Károly, nyugati és II. (Német) Lajos keleti frank uralkodók 842. február 14-én szerződést kötöttek I. Lothár testvérük ellen.
A beszámolók szerint az eskü nem latinul hangzott el, hanem az uralkodók a másik országának köznyelvén mondták el a szöveget, melyet aztán az összegyűlt seregek saját nyelvükön megismételtek.

## A nyelvezet
A szöveg kerete, magyarázata latin nyelven íródott; figyelemreméltó annak az írónak a latin műveltsége, aki az esküt lejegyeztette. Szövege egymásra épül, és a latin stilisztikai szabályokat rendre betartja.
A szöveg továbbá négy részből áll, amely közül csak kettőről mondható, hogy ófrancia (az első és a harmadik rész), a két másik rész ófelnémet frank nyelvjárásban van.
Ebben a szövegben még jobban hasonlított az ófrancia a latinra, mint a mai franciára.
A két nyelv használata a történészek számára azt bizonyítja, hogy már az eskü megkötésének idejében megindult a Frank Birodalom keleti és nyugati maradványainak eltérő nyelvi-kulturális fejlődése.

## A dokumentum szövege (1. és 3. szakaszok)
| Az eredeti szöveg | Modern francia nyelven | Magyarul |
| --- | --- | --- |
| 1 Pro Deo amur et pro christian poblo et nostro commun salvament, d’ist di en avant, in quant Deus savir et podir me dunat, si salvarai eo cist meon fradre Karlo et in aiudha et in cadhuna cosa, si cum om per dreit son fradra salvar dift, in o quid il mi altresi fazet, et ab Ludher nul plaid nunquam prindrai, qui meon vol cist meon fradre Karle in damno sit. 3 Si Lodhuvigs sagrament, que son fradre Karlo iurat, conservat, et Karlus meos sendra de suo part non lostanit, si io returnar non l’int pois, ne io ne neuls, cui eo returnar int pois, in nulla aiudha contra Lodhuvig nun li iv er. | 1 Pour l’amour de Dieu et pour le salut commun du peuple chrétien et le nôtre, à partir de ce jour, autant que Dieu m’en donne le savoir et le pouvoir, je soutiendrai mon frère Charles de mon aide et en toute chose, comme on doit justement soutenir son frère, à condition qu’il en fasse autant pour moi, et je ne conclurai jamais aucun arrangement avec Lothaire, qui, à ma volonté, soit au détriment de mon dit frère Charles. 3 Si Louis tient le serment qu’il a juré à son frère Charles, et que Charles, mon seigneur, de son côté ne respecte pas le sien, au cas où je ne l’en pourrais détourner, ni moi ni aucun de ceux que j’en pourrai détourner, nous ne lui serons d’aucune aide contre Louis. | 1 Isten iránti szeretetből, a keresztény népek és mindannyiunk megváltása előtt tisztelegve ettől a naptól fogva támogatom fivéremet, Károlyt, amennyire csak Isten arra képessé tesz. Legyen az segítség vagy más ügy, mellette állok úgy, ahogy az ember a testvérét segíti. És hogy ő is hasonlóképpen tesz, és én soha nem kötök olyan szerződést Lotharral, amely akarattal kárt okoz fivéremnek, Károlynak. 3 Ha Lajos az esküt, melyet fivérének, Károlynak tett, betartja, és Károly uram maga megszegi az esküt, és ha nem tudom erről lebeszélni, akkor sem én, sem senki, akinek döntését befolyásolni tudom, nem nyújt segítséget Lajos ellen. |

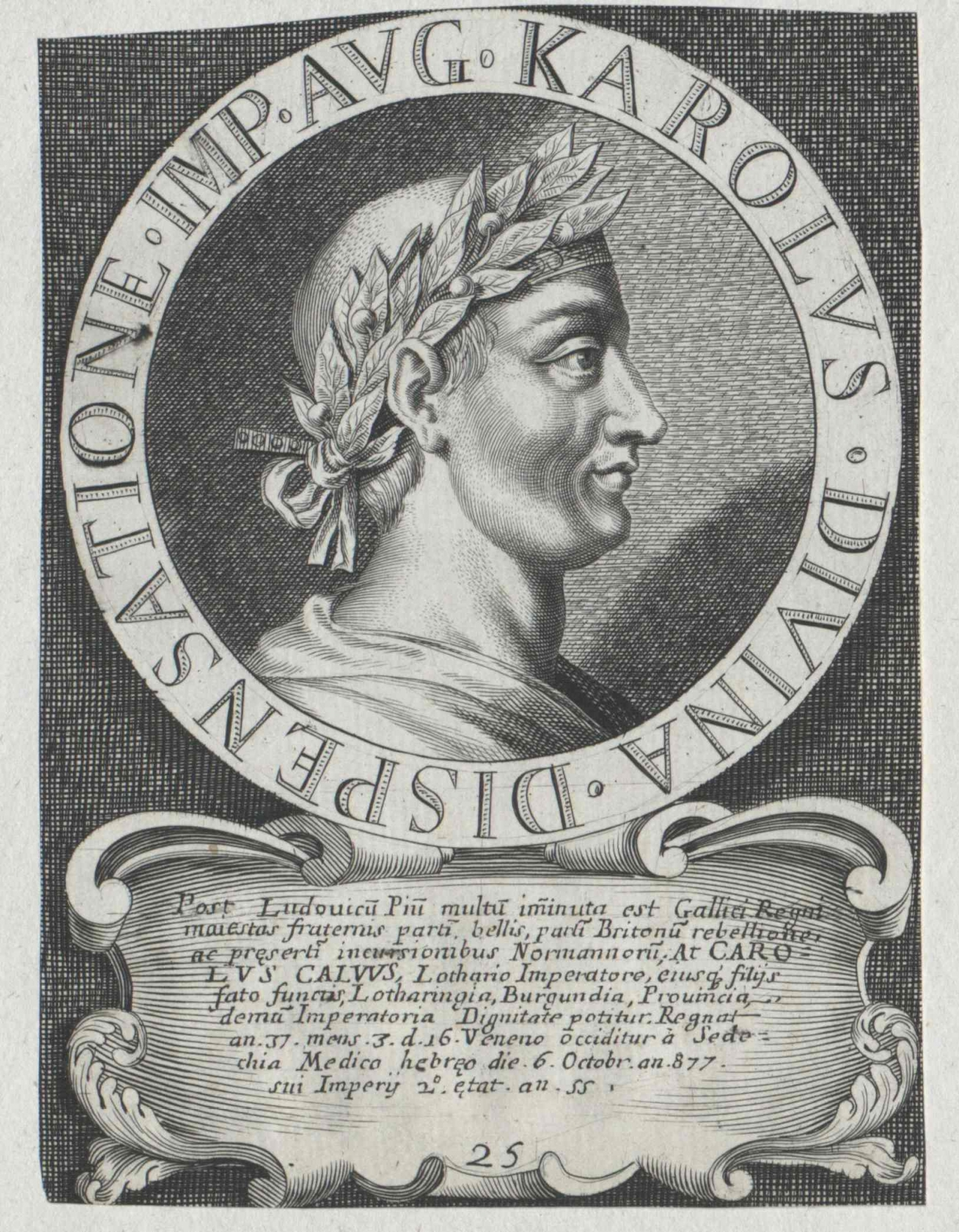
II. Károly nyugati frank király  (823 – 877)
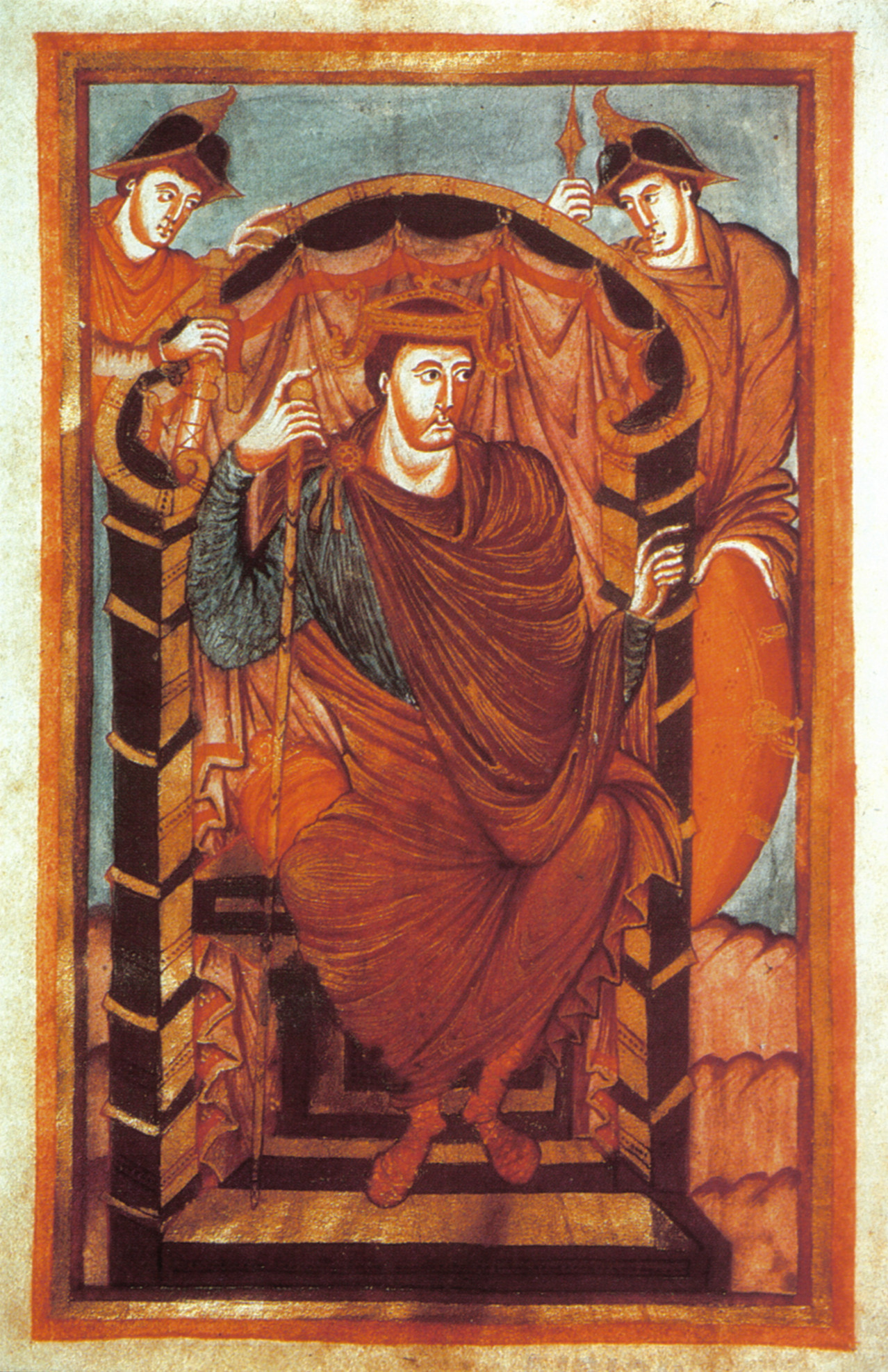
I. Lothár római császár  (795 – 855)
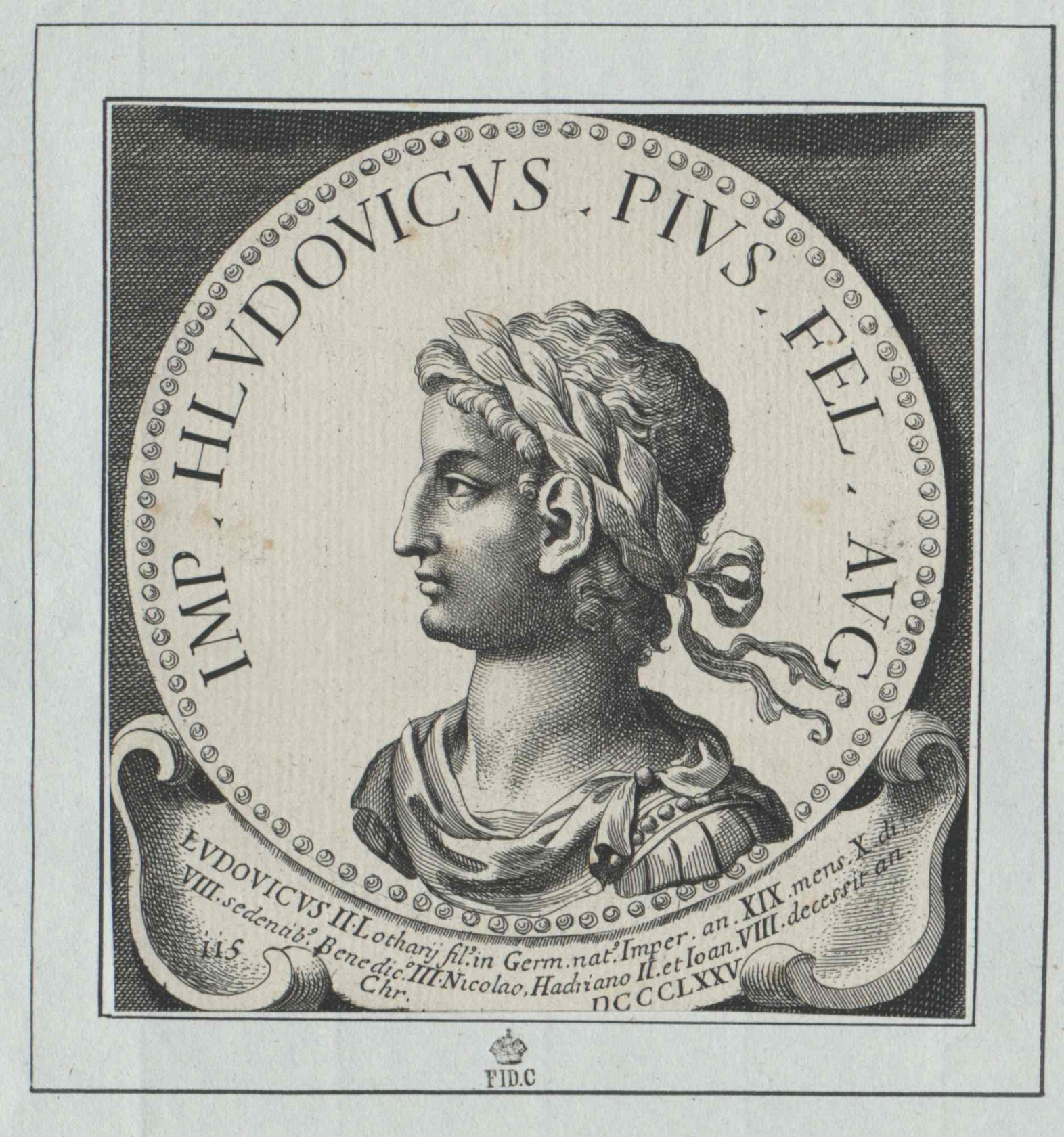
II. Lajos keleti frank király (805 - 876)

## Ajánlott irodalom
- TABACHOWITZ, A., Étude sur la langue de la version française des Serments de Strasbourg, 1932, Uppsala. (franciául)
- AYRES-BENNETT, W., „The Strasbourg Oaths (842): the earliest vernacular text”, A History of the French Language through Texts, 1996, London/New York : p. 16-30. (angolul)